# Càndid Bayés i Coch
Càndid Bayés i Coch (Tona, Osona, 3 d'octubre de 1867 – Vic, Osona, 28 de novembre de 1955) fou un metge català.
Fill d'Antoni Bayés i Fuster, estudià el batxillerat al Seminari de Vic i la carrera de Medicina a la Universitat de Barcelona, on es llicencià el 1889. L'any 1891 va ingressar el cos facultatiu de l'Hospital de la Santa Creu de Vic, i l'any 1930 n'esdevingué el director. El 1894 va obtenir per oposició el títol de metge director numerari del cos de banys, fent-se càrrec, successivament, de la direcció dels balnearis de la Vall de Ribes, Tona, Alhama de Aragón i Marmolejo. El 1913 va presentar la comunicació titulada “Tratamiento hidromineral del escrofulismo” al congrés internacional d'hidrologia mèdica celebrat a Madrid. Va ser un dels primers metges a operar les hèrnies estrangulades a Vic. Era soci numerari de la Sociedad Española de Hidrología Médica i acadèmic corresponsal de l'Acadèmia de Medicina i Cirurgia de Barcelona. El 20 de juny de 1948 l'Ajuntament de Vic li va atorgar la medalla de la ciutat.

## Obra
“El Dr. Josep Salarich Giménez”. Annals de l'Hospital Comarcal de Vich (1932), p. 78-79.